# Luigi Mascheroni
Luigi Mascheroni (Varese, 31 maggio 1967) è un giornalista, saggista, critico letterario, curatore editoriale, direttore artistico ed editore italiano.

## Biografia
Laureato in Lettere moderne all’Università degli Studi di Milano con una tesi in Storia medievale, ha conseguito un master della Scuola di Specializzazione in Comunicazioni Sociali dell’Università Cattolica del Sacro Cuore.
Ha lavorato in diversi giornali, fra i quali La Prealpina di Varese, L’Uomo qualunque di Lucio Lami (1998), l’inserto cultura Domenica de Il Sole-24Ore diretto da Armando Torno (1999-2000), il quotidiano online il Nuovo (2001); ha collaborato con il quotidiano il Foglio (1999-2007) e dal marzo 2001 lavora al quotidiano Il Giornale, nella redazione Cultura e Spettacoli dove segue, tra l’altro, i grandi festival culturali e di cinema, mostre d’arte, saloni del libro, polemiche culturali; tra il 2021 e il 2023 ha tenuto una fortunata rubrica, Gli insopportabili, dove ritraeva in modo satirico i grandi personaggi italiani della cultura, la politica, lo sport e lo spettacolo.
Dal settembre 2023 firma quotidianamente in prima pagina la rubrica di costume Giù la maschera. Per il sito Il Giornale.it e poi su un canale YouTube (dal 2011 al 2016) ha tenuto per anni un blog di videorecensioni librarie. Da giugno 2024 direttore della rivista trimestrale, internazionale, “La Biennale di Venezia”. 

### Editoria
Nel 2016 ha fondato con due soci la De Piante Editore, piccola casa editrice. Dal 2017 cura per la casa editrice Aragno la collana Ante litteram dedicata a Letteratura & giornalismo e dal 2024 è consulente del gruppo Mondadori per la casa editrice Sbe (Silvio Berlusconi editore).
È membro del consiglio scientifico del Centro per il libro e la lettura di Roma (Cepell) del Ministero della Cultura (dal 2021) e membro del Consiglio di amministrazione della Fondazione Luigi Einaudi di Torino (dal 2023)
È stato membro del Cda e poi vicepresidente del Museo Maga di Gallarate dal 2012 al 2024.
È direttore artistico del festival Duemilalibri a Gallarate (dal 2022)  e curatore della rassegna letteraria Fuori gioco a Pordenone (dal 2023)
Possiede una biblioteca personale di oltre 20mila libri; dal 2015 nella sezione culturale della domenica del Il Giornale tiene una rubrica di bibliofilia dal titolo l’impossibile .

### Cinema
Con il critico d’arte Luca Beatrice ha firmato due docu-film presentati al Torino Film festival: uno sul rapporto fra cinema e arte, Pop Screen (Italia 2022, durata: 50’) ; e uno sui rapporti fra cinema e politica, Travolti da un’insolita censura. Tutto ciò che al cinema non si può più vedere (Italia 2023, durata: 40')

## Esposizioni
Ha curato le mostre:
- #SERIALMANIA, le serie tv da Twin Peaks a Squid Game al Museo del Cinema di Torino (8 ottobre 2024 -24 febbraio 2025)
- Diabolik alla Mole al Museo del cinema di Torino (25 aprile - 15 maggio 2022, con Luca Beatrice)
- Libri da Oscar [10] a Palazzo Verbania di Luino (24 ottobre – 31 dicembre 2020; catalogo Little Nemo)
- Piccoli tasti, grandi firme. L’epoca d’oro del giornalismo italiano (1950-1990)” al Museo Garda di Ivrea (31 maggio-31 dicembre 2019, catalogo la Nave di Teseo)
- Omaggio a Indro Montanelli 1909-2009[11] al Museo di Storia Contemporanea di Milano (24 dicembre 2009 - 31 gennaio 2010)

## Opere
- "Indro Montanelli, “Come un vascello pirata. 50 anni del ‘GiornalÈ nelle parole del suo fondatore” (Rizzoli, 2024);
- “I libri non danno la felicità (tanto meno a chi non li legge)” (Oligo, 2021)
- “Politici per modo di dire” (il Giornale, 2017)
- “Come sopravvivere al politicamente corretto” (il Giornale, 2016)
- “Elogio del plagio. Storia, tra scandali e processi, della sottile arte di copiare da Marziale al web” (Aragno, 2015)
- “Consigli impertinenti per il vero intellettuale da salotto” (Booktime, 2014)
- “Scegliere i libri è un’arte. Collezionarli una follia” (Biblohaus, 2012)
- “Manuale della cultura italiana” (Excelsior, 2010)
- “Gli anni del piombo” (Mursia, 2009)  (con Mario Cervi)
- “Il clan dei milanesi. Trenta ritratti d’autore” (Booktime, 2007)